# Xã Lawrence, Quận Charles Mix, South Dakota
Xã Lawrence (tiếng Anh: Lawrence Township) là một xã thuộc quận Charles Mix, tiểu bang Nam Dakota, Hoa Kỳ. Năm 2010, dân số của xã này là 543 người.